# Ida Fink
Ida Fink (hebr. אידה פינק; ur. 1 listopada 1921 w Zbarażu, zm. 27 września 2011 w Tel Awiwie) – polskojęzyczna pisarka pochodzenia żydowskiego. Od 1957 roku mieszkała w Izraelu.

## Życiorys
Urodziła się w Zbarażu na terenie ówczesnej II Rzeczypospolitej w rodzinie żydowskiej. Jej ojciec był lekarzem, a matka nauczycielką. Studiowała muzykę w Konserwatorium Polskiego Towarzystwa Muzycznego we Lwowie. Po ataku III Rzeszy na Związek Radziecki w 1941, trafiła wraz z rodzicami i siostrą do zbaraskiego getta. W 1942 uciekła z siostrą i do wyzwolenia ukrywała się po aryjskiej stronie. W 1948 roku wyszła za Brunona Finka, a w 1954 roku urodziła córkę.
W 1957 wyemigrowała do Izraela i osiadła w Holonie. Pracowała m.in. w bibliotece muzycznej oraz w dziale gromadzenia świadectw w Instytucie Jad Waszem. Mieszkała wraz z siostrą w Ramat Awiw, dzielnicy Tel Awiwu. Była członkiem Związku Autorów Piszących po Polsku w Izraelu.

## Twórczość
W 1958 roku opublikowała opowiadania w polskojęzycznej prasie izraelskiej, które następnie pojawiły się w wydaniach książkowych. W swojej twórczości zajmowała się przede wszystkim tematyką Holocaustu. Jej utwory są tłumaczone na liczne języki, m.in. angielski, duński, francuski, hebrajski, holenderski, niemiecki, norweski, ukraiński i włoski. Jej opowiadanie pt. Zabawa w klucz znalazło się w arkuszu rozszerzonym na maturze z języka polskiego w 2005, zaś opowiadanie Przed lustrem – w 2012.

### Pierwsze wydania utworów[2]
- Skrawek czasu. Warszawa: Wydawnictwo W.A.B., 2009. ISBN 978-83-7414-429-2. Brak numerów stron w książce
- Ślady. Londyn: Aneks, 1987. ISBN 0-906601-36-3. Brak numerów stron w książce
- Podróż. Londyn: Aneks, 1990. ISBN 0-906601-79-7. Brak numerów stron w książceNa podstawie tej książki Podróż w 2002 powstał film prod. polsko-niemieckiej dla WDR pt. Das Letzte Versteck w reżyserii Pierre Koralnik'a, ze zdjęciami Grzegorza Kędzierskiego, z udziałem m.in. Johanny Wokalek, Agnieszki Piwowarskiej, Agaty Buzek, Borysa Szyca, Pauliny Holtz, Łukasza Simlata oraz samej Idy Fink (źródła do przypisów: http://www.filmpolski.pl/fp/index.php?film=1210605 https://www.imdb.com/title/tt0343975/?ref_=nm_flmg_dr_1
- Odpływający ogród. Warszawa: Wydawnictwo W.A.B., 2002. ISBN 83-89291-16-9. Brak numerów stron w książce
- Wiosna 1941. Warszawa: Wydawnictwo W.A.B., 2009. ISBN 978-83-7414-429-2. Brak numerów stron w książce

Na podstawie jej książki Wiosna 1941 w 2008 powstał film brytyjsko-izraelsko-polski w reżyserii Uriego Barbasza pt. Wiosna 1941, w którym odtwórcami ról byli m.in. Joseph Fiennes, Maria Pakulnis, Stanisław Brejdygant, Mirosław Baka i Łukasz Simlat.

## Nagrody
Za swoją twórczość otrzymała wiele nagród. W 1985 została wyróżniona holenderską nagrodą literacką im. Anny Frank i włoską im. Alberto Moravii, w 1995 Nagrodą Jad Waszem. W 2008 otrzymała Nagrodę Izraela w dziedzinie literatury.